# Alan Smith (calciatore 1921)
Alan Smith (Newcastle upon Tyne, 15 ottobre 1921 – East Sussex, 27 maggio 2019) è stato un calciatore inglese, di ruolo centrocampista.

## Carriera
A causa dell'interruzione dei campionati dal 1939 al 1946 dovuta alla seconda guerra mondiale, esordisce tra i professionisti in età relativamente avanzata (25 anni) nel 1946, giocando 3 partite nella prima divisione inglese con l'Arsenal; a stagione in corso si trasferisce poi al Brentford, con cui gioca ulteriori 10 partite in massima serie, segnando anche 3 reti. Rimane nel club anche nella stagione 1947-1948, trascorsa in seconda divisione dopo la retrocessione dell'anno precedente, senza però giocare nessuna partita ufficiale; torna invece a scendere in campo nella stagione 1948-1949, in cui mette a segno una rete in 3 presenze in seconda divisione. Gioca poi un'ultima stagione da professionista nell'Orient, con cui nella stagione 1949-1950 totalizza 6 presenze ed una rete in terza divisione, prima di trasferirsi ai semiprofessionisti dell'Ashford Town, con i quali chiude la carriera.
In carriera ha totalizzato complessivamente 22 presenze e 5 reti nei campionati della Football League.